# Formazione degli L.A. Guns

## Formazione

### Attuale
- Phil Lewis - voce (1987-1995, 1999-presente)
- Johnny Martin - basso (2016–presente)
- Tracii Guns – chitarra (1983-1984, 1985-2002, 2018-presente)
- Ace Von Johnson – chitarra (2018-presente)
- Scot Coogan – batteria (2019-presente)

Riley's L.A. Guns
- Kurt Frolich – voce, chitarra ritmica
- Scott Griffin – chitarra solista
- Kelly Nickels – basso
- Steve Riley – batteria

### Ex-componenti
- Michael Jagosz - voce (1983-1984, 1984)
- Axl Rose - voce (1984)
- Paul Black - voce (1985-1987)
- Chris Van Dahl - voce (1995-1997)
- Ralph Saenz - voce (1997-1998)
- Joe Leste - voce (1998)
- Jizzy Pearl - voce (1998-1999)
- Mike Cripps - chitarra (1987-1995, 1999-2000, 2000-2001), basso (1985-1987) (1985-1995, 1999-2000, 2000-2001)
- Robert Stoddard - chitarra (1985-1987)
- Johnny Crypt - chitarra (1995), basso (1995-1999) (1995-1999)
- Brent Muscat - chitarra (2000, 2002-2003)
- Keff Ratcliffe - chitarra (2002)
- Chris Holmes - chitarra (2002)
- Keri Kelli - chitarra (2002-2003)
- Charlie Poulson - chitarra (2003-2004)
- Stacey Blades - chitarra (2004-2012)
- Frank Wilsey - chitarra (2012-2013)
- Ole Beich - basso (1983-1984)
- Mattie B - basso (1987)
- Kelly Nickels - basso (1987-1995, 1999-2000)
- Stefan Adika - basso (1999)
- Cuck Gerric - basso (1999)
- Muddy - basso (2000-2001)
- Adam Hamilton - basso (2001-2007)
- Kenny Kweens - basso (2009-2011)
- Rob Gardner - batteria (1983-1984)
- Nickey Alexander - batteria (1985-1987)
- Michael Gershima - batteria (1992-1994)
- Michael Grant - chitarra (2013-2014)
- Scott Griffin - basso (2007-2009, 2011-2018)
- Steve Riley - batteria (1987-1992, 1994-2018)

## Formazioni
| Anno                                          | Formazione | Album |
| --------------------------------------------- | --- | --- |
| 1983–1984 (Formazione originale)              | - Tracii Guns - chitarra - Ole Beich - basso - Rob Gardner - batteria - Michael Jagosz - voce                                        | |
| 1984                                          | - Tracii Guns - chitarra - Ole Beich - basso - Rob Gardner - batteria - Axl Rose - voce                                              | |
| 1984-1985                                     | - Tracii Guns - chitarra - Ole Beich - basso - Rob Gardner - batteria - Michael Jagosz - voce                                        | - Collector's Edition No. 1 (1985)                                                                                                  |
| 1985                                          | La band si fonde con gli Hollywood Rose per diventare Guns N' Roses.                                                                 | |
| 1985–1987                                     | - Tracii Guns - chitarra - Paul Black - voce - Robert Stoddard - chitarra - Mick Cripps - basso - Nickey "Beat" Alexander - batteria | |
| 1987                                          | - Tracii Guns - chitarra - Mick Cripps - chitarra - Nickey "Beat" Alexander - batteria - Phil Lewis - voce - Mattie B - basso        | |
| 1987                                          | - Tracii Guns - chitarra - Mick Cripps - chitarra - Nickey "Beat" Alexander - batteria - Phil Lewis - voce - Kelly Nickels - basso   | - L.A. Guns (1988) |
| 1987–1992 (Formazione classica)               | - Tracii Guns - chitarra - Mick Cripps - chitarra - Phil Lewis - voce - Kelly Nickels - basso - Steve Riley - batteria               | - Cocked & Loaded (1989) - I Wanna Be Your Man (1990) - Hollywood Vampires (1991) - Holiday Foreplay (1991) - Live! Vampires (1992) |
| 1992–1994                                     | - Tracii Guns - chitarra - Mick Cripps - chitarra - Phil Lewis - voce - Kelly Nickels - basso - Michael "Bones" Gershima - batteria  | - Vicious Circle (1995) |
| 1994–1995 (Reunion della formazione classica) | - Tracii Guns - chitarra - Mick Cripps - chitarra - Phil Lewis - voce - Kelly Nickels - basso - Steve Riley - batteria               | |
| 1995                                          | - Tracii Guns - chitarra - Kelly Nickels - basso - Steve Riley - batteria - Chris Van Dahl - voce - Johnny Crypt - chitarra          | |
| 1995–1997                                     | - Tracii Guns - chitarra - Steve Riley - batteria - Chris Van Dahl - voce - Johnny Crypt - basso                                     | - American Hardcore (1996) |
| 1997–1998                                     | - Tracii Guns - chitarra - Steve Riley - batteria - Johnny Crypt - basso - Ralph Saenz - voce                                        | - Wasted (1998) |
| 1998                                          | - Tracii Guns - chitarra - Steve Riley - batteria - Johnny Crypt - basso - Joe Leste - voce                                          | |
| 1998–1999                                     | - Tracii Guns - chitarra - Steve Riley - batteria - Johnny Crypt - basso - Jizzy Pearl - voce                                        | - Shrinking Violet (1999) |
| 1999                                          | - Tracii Guns - chitarra - Steve Riley - batteria - Jizzy Pearl - voce - Stefan Adika - basso                                        | |
| 1999                                          | - Tracii Guns - chitarra - Steve Riley - batteria - Jizzy Pearl - voce - Chuck Gerric - basso                                        | |
| 1999 (Reunion della formazione classica)      | - Tracii Guns - chitarra - Phil Lewis - voce - Mick Cripps - chitarra - Kelly Nickels - basso - Steve Riley - batteria               | - Live: A Night on the Strip (2000)                                                                                                 |
| 2000                                          | - Tracii Guns - chitarra - Phil Lewis - voce - Steve Riley - batteria - Brent Muscat - chitarra - Muddy - basso                      | |
| 2000–2001                                     | - Tracii Guns - chitarra - Phil Lewis - voce - Steve Riley - batteria - Muddy - basso - Mick Cripps - chitarra                       | - Man in the Moon (2001) |
| 2001                                          | - Tracii Guns - chitarra - Phil Lewis - voce - Steve Riley - batteria - Muddy - basso                                                | |
| 2001–2002                                     | - Tracii Guns - chitarra - Phil Lewis - voce - Steve Riley - batteria - Adam Hamilton - basso                                        | - Waking the Dead (2002) |
| 2002                                          | - Tracii Guns - chitarra - Phil Lewis - voce - Steve Riley - batteria - Adam Hamilton - basso - Keff Ratcliffe - chitarra            | |
| 2002 L.A. Guns di Phil Lewis                  | - Phil Lewis - voce - Steve Riley - batteria - Adam Hamilton - basso - Keff Ratcliffe - chitarra - Chris Holmes - chitarra           | |
| 2002–2003 L.A. Guns di Phil Lewis             | - Phil Lewis - voce - Steve Riley - batteria - Adam Hamilton - basso - Keri Kelli - chitarra - Brent Muscat - chitarra               | |
| 2003 L.A. Guns di Phil Lewis                  | - Phil Lewis - voce - Steve Riley - batteria - Adam Hamilton - basso - Keri Kelli - chitarra                                         | |
| 2003–2004 L.A. Guns di Phil Lewis             | - Phil Lewis - voce - Steve Riley - batteria - Adam Hamilton - basso - Charlie Poulson - chitarra                                    | |
| 2004–2007 L.A. Guns di Phil Lewis             | - Phil Lewis - voce - Steve Riley - batteria - Adam Hamilton - basso - Stacey Blades - chitarra                                      | - Rips the Covers Off (2004) - Tales from the Strip (2005) - Loud and Dangerous - Live from Hollywood (2006)                        |
| 2007–2009 L.A. Guns di Phil Lewis             | - Phil Lewis - voce - Steve Riley - batteria - Stacey Blades - chitarra - Scotty Griffin - basso                                     | |
| 2009–2010 L.A. Guns di Phil Lewis             | - Phil Lewis - voce - Steve Riley - batteria - Stacey Blades - chitarra - Kenny Kweens - basso                                       | |
| 2011– 2012                                    | - Phil Lewis - voce - Steve Riley - batteria - Stacey Blades - chitarra - Scotty Griffin - basso                                     | - Hollywood Forever (2012) |
| 2012– oggi                                    | - Phil Lewis - voce - Steve Riley - batteria - Frankie Wilsey - chitarra - Scotty Griffin - basso                                    | |

| Anno                                                   | Formazione | Album |
| ------------------------------------------------------ | --- | --- |
| 1983–1984 (Formazione originale)                       | - Tracii Guns - chitarra - Ole Beich - basso - Rob Gardner - batteria - Michael Jagosz - voce                                                      | |
| 1984                                                   | - Tracii Guns - chitarra - Ole Beich - basso - Rob Gardner - batteria - Axl Rose - voce                                                            | |
| 1984-1985                                              | - Tracii Guns - chitarra - Ole Beich - basso - Rob Gardner - batteria - Michael Jagosz - voce                                                      | - Collector's Edition No. 1 (1985)                                                                                                  |
| 1985                                                   | La band si fonde con gli Hollywood Rose per diventare Guns N' Roses.                                                                               | |
| 1985–1987                                              | - Tracii Guns - chitarra - Paul Black - voce - Robert Stoddard - chitarra - Mick Cripps - basso - Nickey "Beat" Alexander - batteria               | |
| 1987                                                   | - Tracii Guns - chitarra - Mick Cripps - chitarra - Nickey "Beat" Alexander - batteria - Phil Lewis - voce - Mattie B - basso                      | |
| 1987                                                   | - Tracii Guns - chitarra - Mick Cripps - chitarra - Nickey "Beat" Alexander - batteria - Phil Lewis - voce - Kelly Nickels - basso                 | - L.A. Guns (1988) |
| 1987–1992 (Formazione classica)                        | - Tracii Guns - chitarra - Mick Cripps - chitarra - Phil Lewis - voce - Kelly Nickels - basso - Steve Riley - batteria                             | - Cocked & Loaded (1989) - I Wanna Be Your Man (1990) - Hollywood Vampires (1991) - Holiday Foreplay (1991) - Live! Vampires (1992) |
| 1992–1994                                              | - Tracii Guns - chitarra - Mick Cripps - chitarra - Phil Lewis - voce - Kelly Nickels - basso - Michael "Bones" Gershima - batteria                | - Vicious Circle (1995) |
| 1994–1995 (Reunion della formazione classica)          | - Tracii Guns - chitarra - Mick Cripps - chitarra - Phil Lewis - voce - Kelly Nickels - basso - Steve Riley - batteria                             | |
| 1995                                                   | - Tracii Guns - chitarra - Kelly Nickels - basso - Steve Riley - batteria - Chris Van Dahl - voce - Johnny Crypt - chitarra                        | |
| 1995–1997                                              | - Tracii Guns - chitarra - Steve Riley - batteria - Chris Van Dahl - voce - Johnny Crypt - basso                                                   | - American Hardcore (1996) |
| 1997–1998                                              | - Tracii Guns - chitarra - Steve Riley - batteria - Johnny Crypt - basso - Ralph Saenz - voce                                                      | - Wasted (1998) |
| 1998                                                   | - Tracii Guns - chitarra - Steve Riley - batteria - Johnny Crypt - basso - Joe Leste - voce                                                        | |
| 1998–1999                                              | - Tracii Guns - chitarra - Steve Riley - batteria - Johnny Crypt - basso - Jizzy Pearl - voce                                                      | - Shrinking Violet (1999) |
| 1999                                                   | - Tracii Guns - chitarra - Steve Riley - batteria - Jizzy Pearl - voce - Stefan Adika - basso                                                      | |
| 1999                                                   | - Tracii Guns - chitarra - Steve Riley - batteria - Jizzy Pearl - voce - Chuck Gerric - basso                                                      | |
| 1999 (Reunion della formazione classica)               | - Tracii Guns - chitarra - Phil Lewis - voce - Mick Cripps - chitarra - Kelly Nickels - basso - Steve Riley - batteria                             | - Live: A Night on the Strip (2000)                                                                                                 |
| 2000                                                   | - Tracii Guns - chitarra - Phil Lewis - voce - Steve Riley - batteria - Brent Muscat - chitarra - Muddy - basso                                    | |
| 2000–2001                                              | - Tracii Guns - chitarra - Phil Lewis - voce - Steve Riley - batteria - Muddy - basso - Mick Cripps - chitarra                                     | - Man in the Moon (2001) |
| 2001                                                   | - Tracii Guns - chitarra - Phil Lewis - voce - Steve Riley - batteria - Muddy - basso                                                              | |
| 2001–2002                                              | - Tracii Guns - chitarra - Phil Lewis - voce - Steve Riley - batteria - Adam Hamilton - basso                                                      | - Waking the Dead (2002) |
| 2002                                                   | - Tracii Guns - chitarra - Phil Lewis - voce - Steve Riley - batteria - Adam Hamilton - basso - Keff Ratcliffe - chitarra                          | |
| 2002-2006                                              | Tracii Guns fonda con Nikki Sixx i Brides of Destruction.                                                                                          | |
| 2006-2007 L.A. Guns di Tracii Guns                     | - Tracii Guns - chitarra - Paul Black - voce - Jeremy Guns - basso - Nickey "Beat" Alexander - batteria                                            | |
| 2007-2008 L.A. Guns di Tracii Guns                     | - Tracii Guns - chitarra - Paul Black - voce - Jeremy Guns - basso - Chad Stewart - batteria                                                       | |
| 2008-2009 L.A. Guns di Tracii Guns                     | - Tracii Guns - chitarra - Jeremy Guns - basso - Chad Stewart - batteria - Marty Casey - voce - Alec Bauer - chitarra                              | |
| 2009-2010 L.A. Guns di Tracii Guns                     | - Tracii Guns - chitarra - Jeremy Guns - basso - Chad Stewart - batteria - Jizzy Pearl - voce                                                      | |
| 2010-2011 L.A. Guns di Tracii Guns                     | - Tracii Guns - chitarra - Jizzy Pearl - voce - Chad Stewart - batteria - Danny Nordahl - basso                                                    | - Acoustic Gypsy Live (2011) |
| 2011 L.A. Guns di Tracii Guns                          | - Tracii Guns - chitarra - Jizzy Pearl - voce - Jeremy Guns - basso - Doni Grey - batteria                                                         | |
| 2011 L.A. Guns di Tracii Guns                          | - Tracii Guns - chitarra - Jeremy Guns - basso - Doni Grey - batteria - Dilana - voce                                                              | |
| 2011 L.A. Guns di Tracii Guns                          | - Tracii Guns - chitarra - Dilana - voce - Doni Grey - batteria - Eric Grossman - basso                                                            | |
| 2011-2012 L.A. Guns di Tracii Guns                     | - Tracii Guns - chitarra - Doni Grey - batteria - Eric Grossman - basso - Tony West - voce                                                         | |
| 2012 L.A. Guns di Tracii Guns                          | - Tracii Guns - chitarra - Doni Grey - batteria - Eric Grossman - basso - Scott Foster Harris - voce                                               | |
| 2012 (Ultima formazione della versione di Tracii Guns) | - Tracii Guns - chitarra - Doni Grey - batteria - Scott Foster Harris - voce - Steve Preach - chitarra, organo, pianoforte - Johnny Martin - basso | |